# 塞尔奇
塞尔奇（義大利語：Selci），是意大利列蒂省的一个市镇。总面积7.76平方公里，人口1102人，人口密度142.0人/平方公里（2009年）。ISTAT代码为057065。